# مجموعة رسل
مجموعة رسل للجامعات (بالإنجليزية: Russell Group) هي مجموعة مختارة ذاتيًا، تضم أربعًا وعشرين جامعة بحثية عامة في المملكة المتحدة. يقع المقر الرئيسي للمجموعة في كامبريدج، وقد تم تأسيس المجموعة في عام 1994 لتمثيل مصالح أعضائها أمام الحكومة والبرلمان.  غالبًا ما يُنظر إلى أعضائها على أنهم أفضل جامعات المملكة المتحدة، ولكن هذا الأمر محل خلاف. 
```
يتلقى أعضاء مجموعة رسل أكثر من ثلاثة أرباع المنح المخصصة للأبحاث في جامعات 
المملكة المتحدة
. 
[
4
]
```

سميت المجموعة بهذا الاسم لأن أول الاجتماعات غير الرسمية للمجموعة جرت في فندق رسل، في ميدان رسل بلندن. 

## تاريخ
تم تشكيل مجموعة جامعات رسل في عام 1994 من قِبل 17 جامعة بحثية بريطانية وهي برمنغهام، وبريستول، وكامبريدج، وإدنبره، وجلاسكو، وإمبريال كوليدج لندن، وليدز، وليفربول، وكلية لندن للاقتصاد، ومانشستر، ونيوكاسل، ونوتنجهام، وأكسفورد، وشيفيلد، وساوثهامبتون، وكلية لندن الجامعية وجامعة ووريك. اللذين إلتقو جميعهم في البداية في فندق رسل قبل وقت قصير من اجتماعات لجنة نواب رؤساء الجامعات والمدراء (الآن تسمى مجموعة جامعات المملكة المتحدة) في ساحة تافيستوك القريبة، بالقرب من مباني جامعة لندن، وبالقرب أيضاً من مجلس الشيوخ.  
باستثناء جامعة ووريك (التي تأسست في الستينيات من القرن ال 20 )، كان الأعضاء المؤسسون للمجموعة من جميع الجامعات والكليات الجامعية التي كانت قبل الحرب العالمية الأولى، بما في ذلك معظم جامعات بريطانيا القديمة و"جامعات القرميد الأحمر". في عام 1998، انضمت جامعة كارديف وكلية كينجز لندن إلى المجموعة.

في آذار 2001، قررت مجموعة رسل بأنه لا يوجد لديها إختيار مفضل للتمويل المستقبلي للتعليم العالي، مشيرة إلى أن المنح ومساهمة الخريجين وزيادة التمويل العام والرسوم الإضافية يجب أن تظل جميعها بمثابة خيارات متعددة. 
في كانون الأول 2005، ونتيجة للتوسع المخطط لنشاطاتها، أُعلن أن مجموعة رسل ستقوم بتعيين أول مدير عام لها بدوام كامل ، بما في ذلك التكليف وقيادة السياسة البحثية الخاصة بها. 
وفي تشرين الثاني 2006، تم قبول جامعة كوينز بلفاست لتكون العضو العشرين في المجموعة.  وفي نفس الشهر، تم الإعلان عن ويندي بيات، والتي كانت تعمل نائبة مدير وحدة الإستراتيجية لرئيس الوزراء آنذاك، كمديرة عامة جديدة ورئيسة تنفيذية للمجموعة. 
وفي آذار 2012، تم الإعلان عن إنضمام أربع جامعات وهم جامعة درم، وإكستر، وكلية الملكة ماري؛ ويورك – جميعهم أصبحوا أعضاء في مجموعة رسل في شهر آب من نفس العام. وكان جميع الأعضاء الجدد أعضاء أيضاً في مجموعة 1994 للجامعات البريطانية. 

## اهداف مجموعة رسل
- قيادة الجهد البحثي في المملكة المتحدة.
- تعظيم الإيرادات لمؤسساتها الاعضاء.
- اجتذاب أفضل الموظفين والطلبة إلى هذه المؤسسات.
- تهيئة البيئة التنظيمية التي تمكنها من تحقيق هذه الاهداف عن طريق الحد من تدخل الحكومة.
- تحديد سبل التعاون في العمل من اجل استغلال الجامعات الميزه التعاونيه.

و تعمل مجموعة رسل للجامعات من اجل تحقيق هذه الاهداف عن طريق الضغط على حكومة المملكة المتحدة والبرلمان ؛ التكليف التقارير والبحوث واستطلاعات الرأي ؛ وخلال اقامة منتدى الجامعات التي يمكن مناقشة القضايا ذات الاهتمام المشترك وتحديد سبل العمل معا.

## الأعضاء
1. جامعة الملكة في بلفاست
2. كلية الملكة ماري
3. جامعة اوكسفورد
4. جامعة إدنبرة
5. جامعة إكسيتر
6. جامعة برمنجهام
7. جامعة بريستول
8. جامعة كامبريدج
9. جامعة كارديف
10. جامعة درم
11. جامعة ساوثهامبتون
12. جامعة شيفيلد
13. جامعة غلاسكو
14. الكلية الإمبراطورية بلندن
15. كلية الملك في لندن
16. كلية لندن للاقتصاد
17. جامعة كلية لندن (كلية لندن الجامعية)
18. جامعة ليدز
19. جامعة ليفربول
20. جامعة مانشستر
21. جامعة نيوكاسل
22. جامعة نوتنجهام
23. جامعة ووريك
24. جامعة يورك

## وصلات خارجية
- Information on HERO نسخة محفوظة 18 يونيو 2004 على موقع واي باك مشين.
- موقع مجموعة راسل
- Aldwych Group website
- Boris Johnson calls awareness to the unsettling fact that 9 of the Russell Group Universities have fewer than 30 black students
- 2001 research rankings for British Universities